# Dizoniopsis coppolae
Dizoniopsis coppolae is een slakkensoort uit de familie van de Cerithiopsidae. De wetenschappelijke naam van de soort is voor het eerst geldig gepubliceerd in 1870 door Aradas.